# Modena F.C. 2018
Modena Football Club 2018, thường được gọi là Modena, là một câu lạc bộ bóng đá Ý có trụ sở tại Modena, Emilia-Romagna. Câu lạc bộ được thành lập vào năm 1912, và được giới thiệu lại vào năm 2018, và đã dành phần lớn thời gian tồn tại để chơi ở Serie B.

## Lịch sử

### Thành lập và những năm đầu
Câu lạc bộ bóng đá Modena được thành lập vào ngày 5 tháng 4 năm 1912 là kết quả của sự hợp nhất giữa các câu lạc bộ Modenese hiện tại, Câu lạc bộ bóng đá Audax Modena và l 'Associazione Studentesca del Calcio Modena. Các màu mới là màu vàng và màu xanh. Trận giao hữu đầu tiên của Modena đã diễn ra vào ngày 3 tháng 11 năm 1912 tại quảng trường quảng trường trận đấu với Venezia.
Lần đầu tiên Modena tham gia giải bóng đá Ý vào năm 1912-13, nơi họ thi đấu ở giải hạng nhất. Những năm đầu tiên đã chứng kiến việc mua Attilio Fresia, có lẽ là cầu thủ vĩ đại nhất trong lịch sử câu lạc bộ. Trong thời kỳ chiến tranh thế giới thứ nhất, đội đã giành được Coppa Federale năm 1916.
Vào năm 1920-21, Modena đã thua 4--0 trong trận bán kết vô địch trước Alessandria. Trong những năm sau đó, có một thời kỳ vô tổ chức trong bóng đá Ý và Modena thấy mình bất hòa với Liên đoàn bóng đá Ý (FIGC) và chuyển đến CI Comitato Calcistico Italiano cùng với Internazionale, Venezia, Torino, Genoa và những đội khác. Vào năm 1929, mùa bóng đầu tiên của họ ở Serie A (sau đó là một vòng duy nhất bao gồm 18 đội), câu lạc bộ kết thúc ở vị trí thứ 12 với 30 điểm.
Vào năm 1931-32 đã xuống hạng đầu tiên của câu lạc bộ đến Serie B, nơi họ duy trì cho đến năm 1937. Mùa giải năm 1936 có sự kiện khánh thành sân vận động mới của Modena, dành riêng cho Cesare Marzari, một gialloblu trước đây đã bị giết trong cuộc chiến ở Châu Phi. Trong những năm này, tên được đổi thành Modena Calcio theo chỉ thị của chế độ nhằm loại bỏ tất cả các từ nước ngoài trong từ vựng thể thao. Trong mùa giải 1937-38, có sự trở lại Serie A do cầu thủ / huấn luyện viên người Hungary János Nehadoma dẫn dắt. Mùa giải tiếp theo, Modena thoát khỏi sự xuống hạng chỉ bằng một điểm. Mùa giải 1940-41 là năm mà những con số xuất hiện lần đầu tiên trên áo của các cầu thủ, nhưng vào cuối mùa giải, đội bóng màu vàng và màu xanh đã bị rớt xuống Serie B.

### Những năm 1940, 50 và 60
Vào năm 1940-41, Modena trở lại Serie A mặc dù Thế chiến II đã giảm đáng kể lực lượng thi đấu. Năm sau, họ rơi trở lại Serie B. Vào cuối Chiến tranh, tuy nhiên, Modena đứng thứ ba ở Serie A, chỉ sau Torino và Juventus. Sau việc từ chức của cả chủ tịch và huấn luyện viên vào năm 1948, ví dụ, đội hình đã bị xuống hạng trở lại Serie B.
Câu lạc bộ vẫn ở Serie B trong suốt những năm 1950. Tenor Luciano Pavarotti chơi trong đội, xuất hiện nhiều lần như một cầu thủ chạy cánh. Vào năm 1957-58, Zenit trở thành nhà tài trợ của đội, cung cấp 100 triệu lira để thăng hạng cho Serie A, nhưng đội chỉ hoàn thành ở vị trí thứ bảy. Vào năm 1959-60, nhà tài trợ đã rút lui và đội xuống hạng lần đầu tiên đến Serie C.
Thập niên 1960 bắt đầu với Modena ở Serie C. Mùa giải 1960-61, dưới sự dẫn dắt của Malogoli, đội thăng hạng lên Serie B và năm tiếp theo tiền đọa Enrico Pagliari (26 bàn thắng trong 2 mùa) đưa Modena trở lại Serie A. Một năm sau đó, chủ yếu nhờ cầu thủ người Brazil Chinesinho, Modena đạt được an toàn ở Serie A, nhưng trong 1963-1964, mặc dù sự trở lại của Sergio Brighenti (người ghi bàn thắng), Modena trở lại Serie B sau thất bại playoff trước Sampdoria trong trận dấudiie6nn44 ra tại Milan. Trong phần còn lại của thập niên 1960, câu lạc bộ đã chơi ở Serie B.

### Những năm 1970, 80 và 90
Vào năm 1971-72, sau khi thay đổi ba huấn luyện viên, Modena lại rơi xuống Serie C. Sau khi kết thúc ở vị trí thứ bảy liên tiếp ở Serie C, Modena cuối cùng đã được thăng hạng trở lại Serie B vào năm 1974-75. Vào năm 1976-77, Modena đã đạt được sự an toàn ở Serie B chỉ bằng cách đánh bại Monza vào ngày cuối cùng của mùa giải. Năm 1977-78 đã chứng kiến một cuộc khủng hoảng của công ty, trong đó câu lạc bộ đã xuống hạng Serie C. Trong mùa giải tiếp theo, nó đã xuống hạng hơn nữa xuống Serie C2, điểm thấp nhất kể từ khi câu lạc bộ được thành lập.
Đầu những năm 1980 chứng kiến Modena trở lại Serie C1 và thoát khỏi cuộc khủng hoảng kinh tế. Modena thậm chí đã giành được Cup Anh-Ý vào năm 1981 và 1982. Vào năm 1985, Đội 86, họ trở lại Serie B sau 21 bàn thắng của Sauro Frutti. Ở mùa giải tiếp theo, câu lạc bộ đã được cứu thoát khỏi sự xuống hạng vào ngày cuối cùng, đánh bại đối thủ địa phương Bologna trong trận derby. Nhưng vào năm 1987-88, Modena lại bị xuống hạng ở Serie C1.
Mùa giải 19899090 chứng kiến Modena thăng hạng trở lại Serie B, dẫn đầu bởi huấn luyện viên của họ Renzo Ulivieri và thủ môn Marco Ballotta, người đã giữ kỷ lục 9 bàn thua thấp trong 34 trận. Vào năm 1991-92, sau sự ra đi của Ulivieri cho Vicenza, Modena một lần nữa được cứu khỏi sự xuống hạng vào ngày cuối cùng, đánh bại Messina 2-1. Phần còn lại của thập kỷ đã chứng kiến câu lạc bộ ở vị trí tài chính và thể thao hỗn loạn, vì vào năm 1993, đội bóng đã xuống hạng C1. Một năm sau, Modena bất ngờ xuống hạng sau khi thua trận play-off với Massese, tuy nhiên câu lạc bộ đã được FIGC giải cứu do hình phạt của đội khác, đảm bảo vị thế của Modena ở C1. Năm sau, chỉ có một trận thua trước Lumezzane trong trận play-off đã từ chối sự thăng hạng của câu lạc bộ.

### Những năm 2000 đến 2017 và hơn thế nữa
Vào năm 2000-01, mặc dù cái chết của chủ tịch Luigi Montagnani vào mùa hè, đội bắt đầu một chu kỳ hai năm tuyệt vời: lần đầu tiên thăng hạng từ Serie C1 lên Serie B và năm sau, câu lạc bộ trở lại Serie A lần đầu tiên trong 38 năm. Modena bắt đầu trở lại vị trí cao nhất trong trận đấu đỉnh cao với thất bại 0-3 trước Milan, nhưng sau đó là chiến thắng 2-1 lịch sử trước Roma tại Stadio Olimpico. Phần còn lại của mùa giải là khó khăn, tuy nhiên, Modena đã bảo vệ được vị thế Serie A của mình vào ngày cuối cùng của mùa giải. Mùa giải tiếp theo chứng kiến câu lạc bộ kết thúc thứ ba từ dưới lên với 30 điểm để rồi trở lại Serie B, nơi họ ở lại cho đến khi họ xuống hạng ba vào cuối mùa giải 2015-16.
Vào ngày 5 tháng 11 năm 2017, Modena đã bị tuyên bố phá sản sau khi không trả tiền lương cho cầu thủ hoặc hóa đơn sân vận động, điều này dẫn đến một cuộc đình công của cầu thủ và khóa sân vận động. Câu lạc bộ đã không tham dự ba trận đấu Serie C trước đó, bao gồm cả việc không tham dự trận đấu với Santarcangelo Calcio; với tổng số bốn trận đấu không tham dự, câu lạc bộ đã chính thức bị loại khỏi "Lega Pro" vào ngày 6 tháng 11.
Sau đó, Thị trưởng Modena Gian Carlo Muzzarelli đã đưa ra một biểu hiện công khai quan tâm đến các doanh nhân quan tâm đến việc hồi sinh bóng đá ở Modena bằng cách thành lập một câu lạc bộ mới sẽ bỏ trống khi giải thể Canarini. Nhiệm vụ như vậy sau đó được giao cho cựu chủ tịch câu lạc bộ Romano Amadei, người đã tái cấu trúc câu lạc bộ và đăng ký kịp thời cho mùa giải 2018-19 Serie D.
Cựu giám đốc thể thao Modena Doriano Tosi trở lại và cựu quản lý Luigi Apolloni, người đã thăng hạng lên Serie C với Parma vào năm 2016, được bổ nhiệm làm quản lý. Cựu cầu thủ Modena Armando Perna là bản hợp đồng đầu tiên của đội bóng sơ sinh.

## Cầu thủ

### Đội hình hiện tại
Tính đến ngày 1/2/2024
Ghi chú: Quốc kỳ chỉ đội tuyển quốc gia được xác định rõ trong điều lệ tư cách FIFA. Các cầu thủ có thể giữ hơn một quốc tịch ngoài FIFA.
| Số | VT | Quốc gia | Cầu thủ                           |
| -- | -- | -------- | --------------------------------- |
| 3  | HV | Ý        | Fabio Ponsi                       |
| 4  | HV | Ý        | Antonio Pergreffi (đội trưởng)    |
| 5  | TV | Ý        | Antonio Palumbo                   |
| 6  | TV | Ý        | Luca Magnino                      |
| 7  | TV | Ý        | Edoardo Duca                      |
| 8  | TV | Ý        | Simone Santoro (mượn từ Perugia)  |
| 9  | TĐ | Ý        | Ettore Gliozzi                    |
| 10 | TV | Ý        | Luca Tremolada                    |
| 12 | TM | Ý        | Andrea Seculin                    |
| 14 | HV | Ý        | Gabriele Guarino (mượn từ Empoli) |
| 16 | TV | Ý        | Fabio Gerli                       |
| 17 | TĐ | Ý        | Jacopo Manconi                    |
| 19 | HV | Ý        | Giovanni Zaro                     |
| 20 | TV | Ý        | Mario Gargiulo                    |

| Số | VT | Quốc gia | Cầu thủ                                  |
| -- | -- | -------- | ---------------------------------------- |
| 22 | TM | Ý        | Filippo Vandelli                         |
| 23 | TV | Ý        | Thomas Battistella                       |
| 24 | HV | Croatia  | Roko Vukušić                             |
| 26 | TM | Ý        | Riccardo Gagno                           |
| 27 | HV | Ý        | Alessandro Pio Riccio (mượn từ Juventus) |
| 29 | HV | Ý        | Matteo Cotali                            |
| 30 | TĐ | Albania  | Kleis Bozhanaj                           |
| 32 | TĐ | Ý        | Luca Strizzolo                           |
| 33 | HV | Ý        | Cristian Cauz                            |
| 42 | TV | Bỉ       | Lukas Mondele                            |
| 73 | TĐ | Ý        | Lorenzo Di Stefano                       |
| 90 | TĐ | Ý        | Fabio Abiuso                             |
| 91 | HV | Ý        | Niccolò Corrado (mượn từ Ternana)        |
| 99 | HV | Maroc    | Shady Oukhadda                           |

### Cho mượn
Ghi chú: Quốc kỳ chỉ đội tuyển quốc gia được xác định rõ trong điều lệ tư cách FIFA. Các cầu thủ có thể giữ hơn một quốc tịch ngoài FIFA.
| Số | VT | Quốc gia | Cầu thủ                                             |
| -- | -- | -------- | --------------------------------------------------- |
| —  | HV | Ý        | Lorenzo Coccia (tại Arezzo đến 30/6/2024)           |
| —  | HV | Ý        | Mauro Coppolaro (tại Carrarese đến 30/6/2025)       |
| —  | TV | Ý        | Romeo Giovannini (tại Virtus Entella đến 30/6/2024) |

| Số | VT | Quốc gia     | Cầu thủ                                      |
| -- | -- | ------------ | -------------------------------------------- |
| —  | TV | Ý            | Nicola Mosti (tại Juve Stabia đến 30/6/2024) |
| —  | TV | Burkina Faso | Abdoul Guiebre (tại Bari đến 30/6/2024)      |

## Danh hiệu

### Quốc tế
- Cúp Anh-Ý (2):

1981, 1982

### Trong nước
- Supercoppa di Serie C (1): 2001
- Serie B (2): 1937-38, 1942-43

## Hồ sơ
- Cầu thủ có nhiều lần xuất hiện nhất: Renato Braglia, 484
- Cầu thủ có nhiều bàn thắng nhất: Renato Brighenti, 82
- Chiến thắng trên sân nhà lớn nhất: 6-0 v Livorno, Serie A 1929-30
- Trận thua trên nhà lớn nhất: 5-0 v Napoli, Serie A 1929 -30
- Chiến thắng sân khách lớn nhất: 0-4 v Venezia, Serie A 1939-40
- Trận thua sân khách lớn nhất: 1-9 v Lazio, Serie A 1931 -32